# Constance Naden
Constance Naden (ur. 24 stycznia 1858, zm. 23 grudnia 1889) – pisarka, poetka i myślicielka angielska.

## Życiorys
Naden, zainteresowana filozofią, filologią i naukami przyrodniczymi, ukończyła Mason Science College (obecnie University of Birmingham). Została też członkinią Birmingham Natural History Society. Porzuciła religię na rzecz światopoglądu naukowego.
Poetka zmarła w wyniku komplikacji po operacji usunięcia cysty na jajniku w wieku 31 lat.

## Twórczość
Głównym dziełem poetyckim Constance Naden jest napisany oktawą poemat A Modern Apostle. Poetka pisała też liczne sonety. Poza tym tłumaczyła z niemieckiego, między innymi
z liryki Johanna Wolfganga Goethego.

## Przekłady
Wiersz „Wyznanie” (The Confession, fragment) znalazł się w internetowej antologii poezji angielskiej.